# 災害対策現地情報連絡員
災害対策現地情報連絡員（さいがいたいさくげんちじょうほうれんらくいん）とは、地震・水害・土砂災害等の大規模自然災害の発生時に被災自治体へ国土交通省職員を派遣し、災害情報等の情報収集、災害対策の支援等を行うものである。
国土交通省の説明資料などでは、「災害対策現地情報連絡員（リエゾン）」と愛称が併記されていることもある。

## おもな国内派遣活動
- 2008年6月：岩手・宮城内陸地震に対して災害情報等の収集、災害応急対策の支援等を行うため、岩手県庁及び宮城県庁へ派遣[1]。6月25日現在、岩手県・宮城県庁、栗原市、奥州市、一関市へ派遣。[2]
- 2009年7月：平成21年7月中国・九州北部豪雨に対し、中国地方整備局は災害情報の収集並びに災害支援に関する連絡調整を目的として、山口県土木建築部へ職員2名を派遣。[3]
- 2009年8月：平成21年台風第9号に対して災害情報等の収集、災害応急対策の支援等を行うため、九州地方整備局は大分県へ派遣[4]。
- 2011年3月：東北地方太平洋沖地震に対して災害情報等の収集、災害応急対策の支援等を行うため、11日に青森・岩手・福島各県庁へ2名、宮城県庁へ4名派遣[5]。18日に青森・岩手・福島各県庁へ2名、宮城県庁へ2名、仙台市、釜石市、大船渡市、宮古市、陸前高田市、大槌町、名取市、気仙沼市、石巻市、東松島市、南三陸町、相馬市、いわき市へ各2名派遣。白河市、陸上自衛隊へ1名派遣[6]。
- 2011年9月：平成23年台風12号の被害に対して、整備局・自治体相互の情報共有や、TEC－FORCEや災害対策用機械等の自治体への応援派遣に係る調整、自治体からの相談受付・整備局への伝達等を行い、迅速かつ的確な災害対策及び災害支援の活動を行うために現地に、近畿地方整備局の災害対策現地情報連絡員（リエゾン）を派遣。10月19日現在、延べ168名（内 関東地方整備局5名、中国地方整備局1名、四国地方整備局1名）を派遣した[7]。中部地方整備局では9月21日時点、奈良、和歌山、三重の3県13市町村へ、地方整備局（関東、中部、近畿）からのべ415人・日を派遣[8]。
- 2012年3月：北陸地方整備局から新潟県上越市板倉区国川地先の地すべり災害に対し現地本部の国川公民館へ派遣[9]。
- 2012年7月：平成24年7月11日から14日に九州北部地方で発生した平成24年7月九州北部豪雨の被害に対し、災害情報等の収集、災害応急対策の支援等を行うため、九州地方整備局は7月12日から山鹿市、大分県、竹田市、五木村など20自治体へ派遣[10]。
- 2013年8月：8月9日からの秋田・岩手豪雨に対して災害情報等の収集、災害応急対策の支援等を行うため、東北地方整備局は8月9日から青森県庁、岩手県庁、岩手県紫波町、矢巾町、盛岡市、雫石町、花巻市、秋田県庁、秋田県大館市、仙北市へ派遣[11]。
- 2014年7月：平成26年台風第8号に対して災害情報等の収集、災害応急対策の支援等を行うため、7月9日に九州地方整備局から、熊本県天草市、熊本県苓北町、熊本県庁、熊本県上天草市、鹿児島県庁、鹿児島県薩摩川内市、鹿児島県伊佐市、鹿児島県さつま町、鹿児島県湧水町、宮崎県庁等へ各2名を派遣[12]。
- 2014年8月：平成26年8月豪雨による広島市の土砂災害に対し、災害情報等の収集、災害応急対策の支援等を行うため、中国地方整備局は、広島市役所へ2名、広島県庁へ2名 広島市安佐北区役所へ1名を派遣[13]
- 2014年11月：長野県北部地震 (2014年)の発生に伴い、災害情報等の収集、災害応急対策の支援等を行うため、長野県と小川村へ関東地方整備局から派遣[14]。
- 2014年12月：徳島県三好市、つるぎ町、東みよし町における雪害の発生に伴い、三好市へ3名、つるぎ町へ2名、東みよし町へ2名を四国地方地方整備局から派遣[15]。
- 2015年7月：7月16日に近畿地方整備局は台風11号の接近に伴い、災害情報等の収集、災害応急対策の支援等を行うため、奈良県庁および和歌山県庁、紀宝町、野迫川村、十津川村などへ各1名派遣した[16]
- 2016年4月：平成28年(2016年)熊本地震の発生に伴い、災害情報等の収集、災害応急対策の支援等を行うため、4月15日に熊本県庁2名、熊本市役所2名、益城町4名等計15名を九州地方整備局から派遣[17]。その後の地震の発生により震度6強以上を観測した自治体を中心に16日12時には2県庁、8市役所、11町村役場へ35名を九州地方整備局から派遣[18]。
- 2016年8月：平成28年台風第10号に対して災害情報の収集並びに災害支援に関する連絡調整を目的として、東北地方整備局は8月31日から1県15市町村へ24人、北海道開発局から北海道、15市町へ29人を派遣[19]。